# Pont de Wuhan
Le pont de Wuhan est un pont en treillis de république populaire de Chine situé à Wuhan dans la province de Hubei. Construit avec l'aide d'ingénieurs soviétiques et inauguré le 15 octobre 1957, il fut le premier pont jamais construit sur le Yangzi Jiang. 

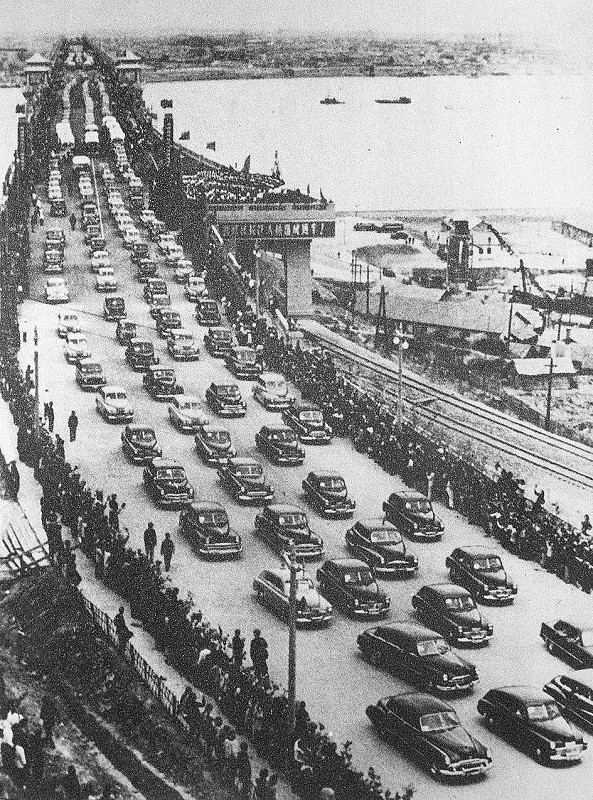
15 octobre 1957, le pont de Wuhan est ouvert à la circulation

Il comporte deux niveaux de circulation : le niveau supérieur étant réservé au trafic routier, tandis qu'une voie ferrée utilise le niveau inférieur.